# Фи
Φ, φ (название: фи, греч. φι, др.-греч. φῖ) — 21-я буква греческого алфавита. В системе греческой алфавитной записи чисел имеет числовое значение 500.  От буквы фи произошла кириллическая буква Ф.
У строчной буквы начертание двоякое: φ и ϕ; орфографического значения различие не несёт (определяется, как правило, типом шрифта, так же, как варианты начертания букв эпсилон и каппа).
В древнейших вариантах греческого алфавита буква фи отсутствовала. В отличие от большинства других греческих букв, которые происходят от финикийских, φ не имеет финикийского прообраза, и её происхождение неясно.
В современном греческом языке буква φ обозначает глухой губно-зубной спирант, [f]. В древнегреческом обозначала звук [pʰ], глухой билабиальный смычный согласный с придыханием, образовавшийся в протогреческом в результате оглушения придыхательных из [bʰ]; латинским алфавитом часто передаётся сочетанием «ph».

## Использование

### ПрописнаяΦ
- Магнитный поток в физике. Также часто потоки других векторных полей (при необходимости различать потоки разных полей, добавляется индекс);
- Поток излучения и световой поток в физике;
- Работа выхода в физике;
- Функция распределения нормального распределения в теории вероятностей и статистике;
- Золотое сечение {\displaystyle \Phi } в математике, искусстве и архитектуре.

### Строчнаяφ
- Функция Эйлера φ(n) в теории чисел, а также обозначение произвольной функции.
- Угол, в особенности:
  - аргумент комплексного числа;
  - фаза колебаний;
  - в электротехнике — угол сдвига фаз;
  - в полярной системе координат — угол с полярной осью;
  - в сферических координатах — чаще всего — угол проекции радиус-вектора на плоскость xy с осью x.

- в географии, картографии, навигации — широта.

- в физике — угол поворота.

- в химии: объёмная доля — отношение объёма какого-то вещества в смеси к объёму всей смеси.
- Электростатический потенциал и вообще скалярный потенциал в физике (также часто и другие потенциалы, например, нередко, электромагнитный потенциал φi).
- Относительная влажность в физике.
- Игра Фи в психологии.
- Утверждение в логике первого порядка.
- Коэффициент фиктивности во внутренней баллистике.

## Кодировки
В Юникоде представлено несколько форм буквы фи:
| Кодировка | Название                 | Корректный вид                                     | В вашем браузере | Использование |
| --------- | ------------------------ | -------------------------------------------------- | ---------------- | --- |
| U+03A6    | greek capital letter phi | {\displaystyle \Phi }                              | Φ                | прописная греческая фи, используется в греческих текстах                                                                           |
| U+03C6    | greek small letter phi   | {\displaystyle \varphi } или {\displaystyle \phi } | φ                | строчная греческая фи, используется в греческих текстах (нормально не наклонные, не так, как это показано здесь в третьей колонке) |
| U+03D5    | greek phi symbol         | {\displaystyle \phi }                              | ϕ                | используется в математическом и техническом контекстах                                                                             |
| U+0278    | latin small letter phi   |                                                    | ɸ                | латинская фи; используется в МФА для обозначения глухого губно-губного спиранта                                                    |

В некоторых старых шрифтах, не совместимых со спецификацией Unicode 3.0 1998 года, символ U+03D5 (greek phi symbol) мог быть представлен «петлеобразным» символом {\displaystyle \varphi }. Это более не считается корректным. Символ U+03C6 (greek small letter phi) может быть представлен и «перечеркнутым» вариантом {\displaystyle \phi }, но предпочтительно — «петлеобразным» вариантом {\displaystyle \varphi }.
HTML-мнемоники для прописной и строчной фи — это &Phi; и &phi; (Φ и φ, соответственно).
В LaTeX имеются математические символы \Phi, \phi и \varphi ({\displaystyle \Phi }, {\displaystyle \phi } и {\displaystyle \varphi }, соответственно).